# Coup d'État de 1965 en Algérie
 (décembre 2015).
Si vous disposez d'ouvrages ou d'articles de référence ou si vous connaissez des sites web de qualité traitant du thème abordé ici, merci de compléter l'article en donnant les références utiles à sa vérifiabilité et en les liant à la section « Notes et références ».
Le coup d'État du 19 juin 1965 en Algérie ou le « redressement révolutionnaire » est un putsch militaire animé par le colonel Houari Boumédiène, ministre de la Défense, à l'issue duquel le président de la République Ahmed Ben Bella est renversé et Boumédiène devient le nouveau président de l'Algérie de 1965 à 1978.

## Contexte
L'Algérie devenue un État indépendant à l'issue du référendum d'autodétermination du 1er juillet 1962, le pays connaît immédiatement un conflit durant la crise de l’été 1962, qui oppose le GPRA, signataire des accords d'Évian, et le « Bureau politique » formé par Ahmed Ben Bella qui a scellé un pacte avec le « clan d'Oujda » — à sa tête le colonel Houari Boumédiène, chef d'État-major général de la fameuse « armée des frontières » forte de 35 000 hommes, bien équipée et disciplinée. Ben Bella impose peu à peu son autorité. Avec l'appui militaire du colonel Boumédiène, il organise les élections à une Assemblée nationale constituante, le 20 septembre 1962, qui le désigne comme chef du premier gouvernement algérien. L'année suivante, il devient le premier président de la République de l'Algérie indépendante, par l'élection présidentielle (avec un candidat unique) du 15 septembre 1963 avec 5 085 103 voix.
Deux années plus tard, Ben Bella ne voit pas monter le danger. Discrètement, le colonel Boumédiène crée des réseaux ; il est vice-président du gouvernement depuis 1963 et ministre de la Défense et donc chef de l'ANP, digne héritière de l'Armée de Libération Nationale (ALN), qu'il ne cesse de renforcer et d'équiper en faisant appel aux Soviétiques. À ce poste, il dirige aussi la toute puissante Sécurité militaire, véritable police secrète à la disposition du chef des armées. « Nous soutiendrons Ben Bella tant qu’il sera utile à l’Algérie. Le jour où il cessera de rendre service, il ne nous faudra pas plus de deux heures pour le renverser », aurait déclaré Boumédiène à son clan.
N'osant pas s'attaquer directement au colonel Boumédiène, Ben Bella cherche à réduire l'influence du « clan d'Oujda » au sein de son gouvernement. Il provoque la démission d'Ahmed Medeghri, ministre de l'Intérieur, puis pousse Kaïd Ahmed à renoncer au ministère du Tourisme. Et lors d'un remaniement ministériel en décembre 1964, il réduit considérablement les attributions de Chérif Belkacem un des membres du « clan d'Oujda », ministre de l'Orientation, qui a sous son autorité l'Information, l'Éducation nationale et la Jeunesse. Le président de la République, déjà chef du gouvernement et secrétaire général du FLN, s'attribue les portefeuilles de l'Intérieur, des Finances et de l'Information. Ben Bella rassemble sur son nom toutes les oppositions. Son ministre de la Santé, le docteur Mohamed Seghir Nekkache, le met en garde, sentant l'imminence du danger.
Le 28 mai 1965, alors que le colonel Boumédiène représente l'Algérie à la conférence des chefs de gouvernement arabes au Caire, Ben Bella annonce qu'il retire à Abdelaziz Bouteflika, autre membre du « clan d'Oujda », son portefeuille de ministre des Affaires étrangères. Bouteflika alerte aussitôt le colonel Boumédiène. Ce dernier rentre aussitôt à Alger et il réunit ses compagnons du « clan d'Oujda » que viennent rejoindre les officiers chaouis dont Tahar Zbiri, Saïd Abid, Ahmed Draia, Salah Soufi et Abdelaziz Zerdani. Tous sont pour le renversement de Ben Bella. L'opération est minutieusement préparée.

## Coup d’État

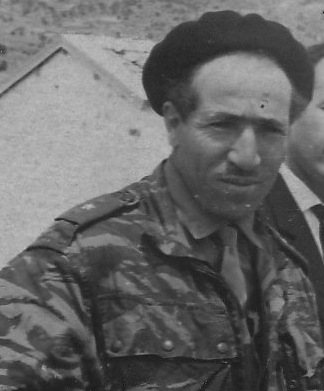
Le colonel Zbiri, chef d'état-major de l'armée.

La presse étrangère est interdite la veille du coup d’État et les communications téléphoniques coupées pendant quarante-huit heures.
La villa Joly, où réside le chef de l’État, est située dans le quartier où se trouve l'appartement du colonel Boumédiène, à proximité de la villa Arthur, où habite Bouteflika et non loin de l’état-major de ANP où ont été mis au point les détails du complot. C'est au chef d'état-major de l'armée, le colonel Tahar Zbiri, et à la Sécurité militaire que le colonel Boumédiène confie la tâche de mettre aux arrêts le président de la République.
Ben Bella est arrêté chez lui, le 19 juin 1965 à 2 h 30 du matin. Le colonel Zbiri, accompagné d'Ahmed Draïa, directeur de la Sûreté, et de Saïd Abid, commandant de la première région militaire du Grand Alger, le réveillent sans ménagement et le pressent de s'habiller. Encadré par les trois officiers, le président monte dans une voiture noire qui l’amène vers une destination inconnue.
Boumédiène dans son quartier général, attend le rapport de ses hommes ; le téléphone sonne, au bout du fil, le colonel Zbiri : « Mission accomplie », dit-il.
À l'aube, l'armée du colonel Houari Boumédiène vient de prendre le pouvoir, les Algérois se réveillent avec des chars et des hommes en tenue de combat, postés à tous les points stratégiques de la capitale. 
Les émissions habituelles de Radio algérienne sont remplacées par de la musique militaire et la diffusion de communiqués en boucle en arabe et en français. Le président déchu y est qualifié de « despote » et de « tyran ». À 12 h 05, dans un message radiodiffusé, le colonel Boumédiène annonce la création d'un Conseil de la révolution qui assume tous les pouvoirs.
Ce coup d’État se produit à la veille du sommet afro-asiatique prévu à Alger, auquel le Premier ministre chinois Zhou Enlai et le président égyptien Nasser devaient participer, et au cours duquel le président Ben Bella devait apparaître comme l'un des principaux dirigeants du tiers monde. Il intervient en outre quelques mois après l'accord secret entre Ben Bella et le FFS de Hocine Aït Ahmed qui était entré en dissidence dans son fief kabyle depuis 1963. Le colonel Boumédiène, dont les troupes quadrillent depuis un an et demi les maquis de Kabylie, n'est pas favorable à ce rapprochement.

### Cinéma
Quelques jours avant le coup d'État, le réalisateur italien Gillo Pontecorvo tournait un film sur la bataille d'Alger et lorsqu'a lieu le coup d’État, les chars de Boumédienne sont déjà déployés dans les rues d'Alger. « J'ai cru que c'était du cinéma » se rappelle un journaliste. La plupart des Algérois pensent comme lui. « On était habitués aux chars de Pontecorvo. Sauf que ce coup-ci c'était des vrais ». Les hommes du colonel Boumédienne s'adressent à la population en déclarant: « ne vous inquiétez pas, population d’Alger, c’est la bataille d’Alger qu’on est en train de tourner, donc ne vous affolez pas ».

## Conséquences politiques

### Chasse aux Ben Bellistes et opposants
Dès le lendemain du coup d’État, la chasse aux Ben Bellistes et aux opposants de gauche est lancée dans les rues de la capitale, à la fois massive et violente. Les camions de l'armée sillonnent les rues d'Alger, que 2 000 et 3 000 manifestants parcourent aux cris de « Boumédiène assassin ». 
La radio passe en boucle des appels au calme et des menaces à leur encontre. De nombreuses personnes sont arrêtées, parmi lesquelles 50 Français d’extrême gauche partisans de Ben Bella. 
À Constantine, les arrestations et les disparitions vont se multiplier au fil des semaines. À Annaba, il y a plusieurs arrestations et une centaine de morts. À Oran, les rues sont quadrillées par les automitrailleuses et les patrouilles militaires. Une manifestation spontanée composée en majorité d'étudiants se déroule sur la place d'Armes, et plusieurs d'entre eux sont arrêtés par la Sécurité militaire.
Ben Bella, premier président de la République algérienne, restera enfermé pendant quinze ans avant d'être exilé.
Libéré le 30 octobre 1980 sous la présidence de Chadli Bendjedid, il s'exile en Suisse, y crée le Mouvement pour la démocratie en Algérie et se rapproche de Hocine Aït Ahmed mais ne revient en Algérie que le 27 septembre 1990. Assistant à la prestation de serment du président Abdelaziz Bouteflika en 2009, il prône aussi la réconciliation avec les islamistes du Front islamique du salut (FIS).

## Conséquences économiques
Le gouvernement issu de l'indépendance, devant faire face à des pénuries de matières premières et une chute de 40 % des dépôts bancaires en 1962, du fait de l'exode des pieds noirs, qui représentaient près du dixième de la population, et surtout à l'amputation de plusieurs secteurs industriels, pour certains dans une proportion importante de 75 %, notamment dans les biens de consommation courante, alors que la population algérienne passe de 10 à 20 millions de personnes en une décennie, avait été contesté « dès sa formation et jusqu'à sa chute ». 
Il avait donc rapidement « besoin de se montrer radical » pour y faire face, via des « programmes d'équipement public », qui furent parfois incomplètement réalisés, et par la promotion insistante de l'autogestion industrielle. Des milliers d’exploitations agricoles et d'entreprises industrielles sont passées en mode théorique d'autogestion, codifié par les décrets dits de «mars 1963 », parmi lesquelles beaucoup laissées «vacantes » à la suite du départ de leurs propriétaires européens. Mais l'autogestion a rapidement été détournée de ses buts comme l'a montré le Congrès de l'autogestion industrielle de mars 1964, confié au FLN, qui « au lieu faire prendre des décisions aux ouvriers et responsables des entreprises pour remédier aux insuffisances » avait pour objectif réel de « faire approuver les décisions du Parti et la politique du gouvernement ». Le gonflement des salaires consécutif à l'indépendance a eu des répercussions sur les prix.
Le gouvernement militaire issu du putsch du 19 juin 1965 a violemment critiqué la politique générale du prédécesseur, notamment sa politique économique mais « pas osé remettre en cause le socialisme et l'autogestion » et même lancé à son tour en février 1966 « une grande campagne de propagande favorable à l'autogestion ». 
L'office chargé de l'agriculture autogérée est cependant supprimé par le nouveau régime, car accusé d’avoir « outrepassé ses droits et régenté de façon beaucoup trop administrative », tandis qu'en mai 1966, une Banque nationale de crédit est instituée pour servir le secteur autogéré, mais la gestion «étatiste » de l’économie nationalisée s’est en fait amplifiée, sous la coupe de « forces technocratiques et autoritaires ».

## Célébration
Officieusement le « régime Boumédièniste » prend fin, en décembre 1978, avec le décès du président Houari Boumédiène et la dislocation du Conseil de la révolution. La journée du 19 juin célébrée comme « journée nationale » chômée et payée finit par disparaître, en 2005, du calendrier des fêtes nationales.